# Tour de France 2015/Fahrerfeld
Bei der Tour de France 2015 gingen insgesamt 198 Radrennfahrer in 22 Teams und 32 Nationen an den Start.

## Legende
- Suspendierung: Ausschluss durch eigenes Team
- Ausschluss: Ausschluss durch die Rennleitung vor Rennbeginn
- Disqualifikation: Ausschluss durch die Rennleitung nach Rennbeginn
- Auszeichnungen nach der Zielankunft:
  - : Etappensieger
  - : Gelbes Trikot für den Gesamtführenden
  - : Grünes Trikot für den Führenden in der Punktewertung
  - : Gepunktetes Trikot für den Führenden in der Bergwertung
  - : Weißes Trikot für den Führenden in der Wertung der unter 25-Jährigen
  - : Rote Rückennummer für den kämpferischsten Fahrer des Vortages
  - : Gelbe Rückennummer für das in der Mannschaftswertung führende Team

## Teilnehmer nach Nationalitäten
| Nr.    | Nationalität           | Teilnehmer |
| ------ | ---------------------- | ---------- |
| 01     | Frankreich             | 41         |
| 02     | Niederlande            | 20         |
| 03     | Italien                | 16         |
| 04     | Spanien                | 15         |
| 05     | Belgien                | 11         |
| 06     | Australien             | 10         |
| 06     | Deutschland            | 10         |
| 06     | Schweiz                | 10         |
| 06     | Vereinigtes Königreich | 10         |
| 10     | Kolumbien              | 6          |
| 11     | Polen                  | 4          |
| 11     | Portugal               | 4          |
| 11     | Südafrika              | 4          |
| 11     | Tschechien             | 4          |
| 15     | Dänemark               | 3          |
| 15     | Irland                 | 3          |
| 15     | Luxemburg              | 3          |
| 15     | Österreich             | 3          |
| 15     | Vereinigte Staaten     | 3          |
| 20     | Eritrea                | 2          |
| 20     | Estland                | 2          |
| 20     | Kanada                 | 2          |
| 20     | Neuseeland             | 2          |
| 20     | Norwegen               | 2          |
| 25     | Argentinien            | 1          |
| 25     | Kasachstan             | 1          |
| 25     | Kroatien               | 1          |
| 25     | Litauen                | 1          |
| 25     | Russland               | 1          |
| 25     | Slowakei               | 1          |
| 25     | Slowenien              | 1          |
| 25     | Ukraine                | 1          |
| Gesamt | Gesamt                 | 198        |

## Teilnehmer nach Teams

### Astana Pro Team(Kasachstan)
| Nr.                 | Name                | Nationalität        | Rang | Anmerkungen                     |
| ------------------- | ------------------- | ------------------- | ---- | ------------------------------- |
| 1                   | Vincenzo Nibali     | Italien             | 004. | : 19. Etappe; : 4. Etappe       |
| 2                   | Lars Boom           | Niederlande         | –    | nicht zur 10. Etappe angetreten |
| 3                   | Jakob Fuglsang      | Dänemark            | 023. |                                 |
| 4                   | Andrij Hrywko       | Ukraine             | 064. |                                 |
| 5                   | Dmitri Grusdew      | Kasachstan          | 131. |                                 |
| 6                   | Tanel Kangert       | Estland             | 022. |                                 |
| 7                   | Michele Scarponi    | Italien             | 041. |                                 |
| 8                   | Rein Taaramäe       | Estland             | –    | Aufgabe während der 11. Etappe  |
| 9                   | Lieuwe Westra       | Niederlande         | 077. |                                 |
| Mannschaftswertung: | Mannschaftswertung: | Mannschaftswertung: | 004. |                                 |

### ag2r La Mondiale(Frankreich)
| Nr.                 | Name                   | Nationalität        | Rang | Anmerkungen                              |
| ------------------- | ---------------------- | ------------------- | ---- | ---------------------------------------- |
| 11                  | Jean-Christophe Péraud | Frankreich          | 061. |                                          |
| 12                  | Romain Bardet          | Frankreich          | 009. | : 18. Etappe; : 19. Etappe; : 18. Etappe |
| 13                  | Jan Bakelants          | Belgien             | 020. |                                          |
| 14                  | Mickaël Chérel         | Frankreich          | 018. |                                          |
| 15                  | Ben Gastauer           | Luxemburg           | –    | Aufgabe während der 11. Etappe           |
| 16                  | Damien Gaudin          | Frankreich          | 146. |                                          |
| 17                  | Christophe Riblon      | Frankreich          | 068. |                                          |
| 18                  | Johan Vansummeren      | Belgien             | –    | Aufgabe während der 11. Etappe           |
| 19                  | Alexis Vuillermoz      | Frankreich          | 026. | : 8. Etappe                              |
| Mannschaftswertung: | Mannschaftswertung:    | Mannschaftswertung: | 006. |                                          |

### FDJ(Frankreich)
| Nr.                 | Name                | Nationalität        | Rang | Anmerkungen                    |
| ------------------- | ------------------- | ------------------- | ---- | ------------------------------ |
| 21                  | Thibaut Pinot       | Frankreich          | 016. | : 20. Etappe                   |
| 22                  | William Bonnet      | Frankreich          | –    | Aufgabe während der 3. Etappe  |
| 23                  | Sébastien Chavanel  | Frankreich          | 160. |                                |
| 24                  | Arnaud Démare       | Frankreich          | 138. |                                |
| 25                  | Alexandre Geniez    | Frankreich          | 112. | : 20. Etappe                   |
| 26                  | Matthieu Ladagnous  | Frankreich          | 071. |                                |
| 27                  | Steve Morabito      | Schweiz             | –    | Aufgabe während der 14. Etappe |
| 28                  | Jérémy Roy          | Frankreich          | 105. |                                |
| 29                  | Benoît Vaugrenard   | Frankreich          | 113. |                                |
| Mannschaftswertung: | Mannschaftswertung: | Mannschaftswertung: | 016. |                                |

### Team Sky(Vereinigtes Königreich)
| Nr.                 | Name                | Nationalität           | Rang | Anmerkungen                                                  |
| ------------------- | ------------------- | ---------------------- | ---- | ------------------------------------------------------------ |
| 31                  | Chris Froome        | Vereinigtes Königreich | 001. | : 10. Etappe; : 3., 7.–21. Etappe; : 10.–17., 20.–21. Etappe |
| 32                  | Peter Kennaugh      | Vereinigtes Königreich | –    | Aufgabe während der 16. Etappe                               |
| 33                  | Leopold König       | Tschechien             | 070. |                                                              |
| 34                  | Wouter Poels        | Niederlande            | 044. |                                                              |
| 35                  | Richie Porte        | Australien             | 048. |                                                              |
| 36                  | Nicolas Roche       | Irland                 | 035. |                                                              |
| 37                  | Luke Rowe           | Vereinigtes Königreich | 136. |                                                              |
| 38                  | Ian Stannard        | Vereinigtes Königreich | 128. |                                                              |
| 39                  | Geraint Thomas      | Vereinigtes Königreich | 015. |                                                              |
| Mannschaftswertung: | Mannschaftswertung: | Mannschaftswertung:    | 002. | : 10.–11. Etappe                                             |

### Tinkoff-Saxo(Russland)
| Nr.                 | Name                | Nationalität        | Rang | Anmerkungen                                                                                        |
| ------------------- | ------------------- | ------------------- | ---- | -------------------------------------------------------------------------------------------------- |
| 41                  | Alberto Contador    | Spanien             | 005. | |
| 42                  | Ivan Basso          | Italien             | –    | nicht zur 10. Etappe angetreten, zog sich am ersten Ruhetag nach Krebsdiagnose von der Tour zurück |
| 43                  | Daniele Bennati     | Italien             | –    | Aufgabe während der 11. Etappe                                                                     |
| 44                  | Roman Kreuziger     | Tschechien          | 017. | |
| 45                  | Rafał Majka         | Polen               | 028. | : 11. Etappe                                                                                       |
| 46                  | Michael Rogers      | Australien          | 036. | |
| 47                  | Peter Sagan         | Slowakei            | 046. | : 8.–9., 11.–21. Etappe; : 3.–9. Etappe; : 15., 16. Etappe                                         |
| 48                  | Matteo Tosatto      | Italien             | 132. | |
| 49                  | Michael Valgren     | Dänemark            | –    | Aufgabe während der 19. Etappe                                                                     |
| Mannschaftswertung: | Mannschaftswertung: | Mannschaftswertung: | 003. | |

### Movistar Team(Spanien)
| Nr.                 | Name                 | Nationalität           | Rang | Anmerkungen                    |
| ------------------- | -------------------- | ---------------------- | ---- | ------------------------------ |
| 51                  | Nairo Quintana       | Kolumbien              | 002. | : 10.–21. Etappe               |
| 52                  | Winner Anacona       | Kolumbien              | 057. |                                |
| 53                  | Jonathan Castroviejo | Spanien                | 024. |                                |
| 54                  | Alex Dowsett         | Vereinigtes Königreich | –    | Aufgabe während der 12. Etappe |
| 55                  | Imanol Erviti        | Spanien                | 115. |                                |
| 56                  | José Herrada         | Spanien                | 065. |                                |
| 57                  | Gorka Izagirre       | Spanien                | 032. |                                |
| 58                  | Adriano Malori       | Italien                | 107. |                                |
| 59                  | Alejandro Valverde   | Spanien                | 003. |                                |
| Mannschaftswertung: | Mannschaftswertung:  | Mannschaftswertung:    | 001. | : 12.–21. Etappe               |

### BMC Racing Team(Vereinigte Staaten)
| Nr.                 | Name                | Nationalität        | Rang | Anmerkungen                                        |
| ------------------- | ------------------- | ------------------- | ---- | -------------------------------------------------- |
| 61                  | Tejay van Garderen  | Vereinigte Staaten  | –    | Aufgabe während der 17. Etappe                     |
| 62                  | Damiano Caruso      | Italien             | 053. |                                                    |
| 63                  | Rohan Dennis        | Australien          | 101. | : 1. Etappe; : 1. Etappe; : 1. Etappe; : 1. Etappe |
| 64                  | Daniel Oss          | Italien             | 097. |                                                    |
| 65                  | Manuel Quinziato    | Italien             | 120. |                                                    |
| 66                  | Samuel Sánchez      | Spanien             | 012. |                                                    |
| 67                  | Michael Schär       | Schweiz             | 056. |                                                    |
| 68                  | Greg Van Avermaet   | Belgien             | –    | : 13. Etappe; nicht zur 16. Etappe angetreten      |
| 69                  | Danilo Wyss         | Schweiz             | 063. |                                                    |
| Mannschaftswertung: | Mannschaftswertung: | Mannschaftswertung: | 008. | : 9. Etappe; : 2.–9. Etappe                        |

### Lotto Soudal(Belgien)
| Nr.                 | Name                | Nationalität        | Rang | Anmerkungen                                    |
| ------------------- | ------------------- | ------------------- | ---- | ---------------------------------------------- |
| 71                  | Tony Gallopin       | Frankreich          | 031. |                                                |
| 72                  | Lars Bak            | Dänemark            | 037. |                                                |
| 73                  | Thomas De Gendt     | Belgien             | 067. | : 13. Etappe                                   |
| 74                  | Jens Debusschere    | Belgien             | 145. |                                                |
| 75                  | André Greipel       | Deutschland         | 134. | : 2., 5., 15., 21. Etappe; : 2.–7., 10. Etappe |
| 76                  | Adam Hansen         | Australien          | 114. |                                                |
| 77                  | Greg Henderson      | Neuseeland          | –    | nicht zur 7. Etappe angetreten                 |
| 78                  | Marcel Sieberg      | Deutschland         | 150. |                                                |
| 79                  | Tim Wellens         | Belgien             | 129. |                                                |
| Mannschaftswertung: | Mannschaftswertung: | Mannschaftswertung: | 014. |                                                |

### Team Giant-Alpecin(Deutschland)
| Nr.                 | Name                | Nationalität        | Rang | Anmerkungen                                |
| ------------------- | ------------------- | ------------------- | ---- | ------------------------------------------ |
| 81                  | John Degenkolb      | Deutschland         | 109. |                                            |
| 82                  | Warren Barguil      | Frankreich          | 014. |                                            |
| 83                  | Roy Curvers         | Niederlande         | 106. |                                            |
| 84                  | Koen de Kort        | Niederlande         | 073. |                                            |
| 85                  | Tom Dumoulin        | Niederlande         | –    | : 2. Etappe; Aufgabe während der 3. Etappe |
| 86                  | Simon Geschke       | Deutschland         | 038. | : 17. Etappe; : 17. Etappe                 |
| 87                  | Georg Preidler      | Österreich          | 087. |                                            |
| 88                  | Ramon Sinkeldam     | Niederlande         | –    | Aufgabe während der 14. Etappe             |
| 89                  | Albert Timmer       | Niederlande         | 139. |                                            |
| Mannschaftswertung: | Mannschaftswertung: | Mannschaftswertung: | 013. |                                            |

### Team Katusha(Russland)
| Nr.                 | Name                | Nationalität        | Rang | Anmerkungen                                                       |
| ------------------- | ------------------- | ------------------- | ---- | ----------------------------------------------------------------- |
| 91                  | Joaquim Rodríguez   | Spanien             | 029. | : 3., 12. Etappe; : 3.–5., 18. Etappe                             |
| 92                  | Giampaolo Caruso    | Italien             | 090. |                                                                   |
| 93                  | Jacopo Guarnieri    | Italien             | 149. |                                                                   |
| 94                  | Marco Haller        | Österreich          | 126. |                                                                   |
| 95                  | Dmitri Kosontschuk  | Russland            | –    | Aufgabe während der 3. Etappe                                     |
| 96                  | Alexander Kristoff  | Norwegen            | 130. |                                                                   |
| 97                  | Alberto Losada      | Spanien             | 058. |                                                                   |
| 98                  | Tiago Machado       | Portugal            | 072. |                                                                   |
| 99                  | Luca Paolini        | Italien             | –    | wegen positiven Befunds auf Kokain nicht zur 8. Etappe angetreten |
| Mannschaftswertung: | Mannschaftswertung: | Mannschaftswertung: | 018. |                                                                   |

### Orica GreenEdge(Australien)
| Nr.                 | Name                | Nationalität           | Rang | Anmerkungen                    |
| ------------------- | ------------------- | ---------------------- | ---- | ------------------------------ |
| 101                 | Simon Gerrans       | Australien             | –    | Aufgabe während der 3. Etappe  |
| 102                 | Michael Albasini    | Schweiz                | –    | nicht zur 6. Etappe angetreten |
| 103                 | Luke Durbridge      | Australien             | 151. |                                |
| 104                 | Daryl Impey         | Südafrika              | –    | nicht zur 4. Etappe angetreten |
| 105                 | Michael Matthews    | Australien             | 152. | : 5. Etappe                    |
| 106                 | Svein Tuft          | Kanada                 | 159. |                                |
| 107                 | Pieter Weening      | Niederlande            | 144. |                                |
| 108                 | Adam Yates          | Vereinigtes Königreich | 050. |                                |
| 109                 | Simon Yates         | Vereinigtes Königreich | 089. |                                |
| Mannschaftswertung: | Mannschaftswertung: | Mannschaftswertung:    | 022. |                                |

### Etixx-Quick Step(Belgien)
| Nr.                 | Name                | Nationalität           | Rang | Anmerkungen                                                 |
| ------------------- | ------------------- | ---------------------- | ---- | ----------------------------------------------------------- |
| 111                 | Michał Kwiatkowski  | Polen                  | –    | : 2., 12. Etappe; Aufgabe während der 17. Etappe            |
| 112                 | Mark Cavendish      | Vereinigtes Königreich | 142. | : 7. Etappe                                                 |
| 113                 | Michał Gołaś        | Polen                  | 095. |                                                             |
| 114                 | Tony Martin         | Deutschland            | –    | : 4. Etappe; : 4.–6. Etappe; nicht zur 7. Etappe angetreten |
| 115                 | Mark Renshaw        | Australien             | –    | Aufgabe während der 18. Etappe                              |
| 116                 | Zdeněk Štybar       | Tschechien             | 103. | : 6. Etappe                                                 |
| 117                 | Matteo Trentin      | Italien                | 117. |                                                             |
| 118                 | Rigoberto Urán      | Kolumbien              | 042. |                                                             |
| 119                 | Julien Vermote      | Belgien                | 116. |                                                             |
| Mannschaftswertung: | Mannschaftswertung: | Mannschaftswertung:    | 021. |                                                             |

### Team Europcar(Frankreich)
| Nr.                 | Name                | Nationalität        | Rang | Anmerkungen  |
| ------------------- | ------------------- | ------------------- | ---- | ------------ |
| 121                 | Pierre Rolland      | Frankreich          | 010. | : 19. Etappe |
| 122                 | Bryan Coquard       | Frankreich          | 110. |              |
| 123                 | Cyril Gautier       | Frankreich          | 034. |              |
| 124                 | Yohann Gène         | Frankreich          | 137. |              |
| 125                 | Bryan Nauleau       | Frankreich          | 157. |              |
| 126                 | Perrig Quéméneur    | Frankreich          | 074. | : 6. Etappe  |
| 127                 | Romain Sicard       | Frankreich          | 033. |              |
| 128                 | Angélo Tulik        | Frankreich          | 091. |              |
| 129                 | Thomas Voeckler     | Frankreich          | 045. |              |
| Mannschaftswertung: | Mannschaftswertung: | Mannschaftswertung: | 007. |              |

### Team Lotto NL-Jumbo(Niederlande)
| Nr.                 | Name                | Nationalität        | Rang | Anmerkungen |
| ------------------- | ------------------- | ------------------- | ---- | ----------- |
| 131                 | Robert Gesink       | Niederlande         | 006. |             |
| 132                 | Wilco Kelderman     | Niederlande         | 079. |             |
| 133                 | Steven Kruijswijk   | Niederlande         | 021. |             |
| 134                 | Tom Leezer          | Niederlande         | 153. |             |
| 135                 | Paul Martens        | Deutschland         | 080. |             |
| 136                 | Bram Tankink        | Niederlande         | 055. |             |
| 137                 | Laurens ten Dam     | Niederlande         | 092. |             |
| 138                 | Jos van Emden       | Niederlande         | 121. |             |
| 139                 | Sep Vanmarcke       | Belgien             | 104. |             |
| Mannschaftswertung: | Mannschaftswertung: | Mannschaftswertung: | 010. | : 1. Etappe |

### Trek Factory Racing(Vereinigte Staaten)
| Nr.                 | Name                | Nationalität        | Rang | Anmerkungen                                 |
| ------------------- | ------------------- | ------------------- | ---- | ------------------------------------------- |
| 141                 | Bauke Mollema       | Niederlande         | 007. |                                             |
| 142                 | Julián Arredondo    | Kolumbien           | 124. |                                             |
| 143                 | Fabian Cancellara   | Schweiz             | –    | : 2. Etappe, nicht zur 4. Etappe angetreten |
| 144                 | Stijn Devolder      | Belgien             | 148. |                                             |
| 145                 | Laurent Didier      | Luxemburg           | –    | nicht zur 17. Etappe angetreten             |
| 146                 | Markel Irízar       | Spanien             | 093. |                                             |
| 147                 | Bob Jungels         | Luxemburg           | 027. |                                             |
| 148                 | Grégory Rast        | Schweiz             | 102. |                                             |
| 149                 | Haimar Zubeldia     | Spanien             | 062. |                                             |
| Mannschaftswertung: | Mannschaftswertung: | Mannschaftswertung: | 011. |                                             |

### Lampre-Merida(Italien)
| Nr.                 | Name                | Nationalität        | Rang | Anmerkungen                    |
| ------------------- | ------------------- | ------------------- | ---- | ------------------------------ |
| 151                 | Rui Costa           | Portugal            | –    | Aufgabe während der 11. Etappe |
| 152                 | Matteo Bono         | Italien             | 118. |                                |
| 153                 | Davide Cimolai      | Italien             | 155. |                                |
| 154                 | Kristijan Đurasek   | Kroatien            | 076. |                                |
| 155                 | Nélson Oliveira     | Portugal            | 047. |                                |
| 156                 | Rubén Plaza         | Spanien             | 030. | : 16. Etappe                   |
| 157                 | Filippo Pozzato     | Italien             | 125. |                                |
| 158                 | José Serpa          | Kolumbien           | 122. |                                |
| 159                 | Rafael Valls        | Spanien             | 078. |                                |
| Mannschaftswertung: | Mannschaftswertung: | Mannschaftswertung: | 015. |                                |

### Team Cannondale-Garmin(Vereinigte Staaten)
| Nr.                 | Name                 | Nationalität        | Rang | Anmerkungen                    |
| ------------------- | -------------------- | ------------------- | ---- | ------------------------------ |
| 161                 | Andrew Talansky      | Vereinigte Staaten  | 011. |                                |
| 162                 | Jack Bauer           | Neuseeland          | –    | Aufgabe während der 5. Etappe  |
| 163                 | Nathan Haas          | Australien          | –    | Aufgabe während der 17. Etappe |
| 164                 | Ryder Hesjedal       | Kanada              | 040. |                                |
| 165                 | Kristijan Koren      | Slowenien           | 069. |                                |
| 166                 | Sebastian Langeveld  | Niederlande         | –    | Aufgabe während der 15. Etappe |
| 167                 | Daniel Martin        | Irland              | 039. | : 11. Etappe                   |
| 168                 | Ramūnas Navardauskas | Litauen             | 143. |                                |
| 169                 | Dylan van Baarle     | Niederlande         | 147. |                                |
| Mannschaftswertung: | Mannschaftswertung:  | Mannschaftswertung: | 012. |                                |

### Cofidis, Solutions Crédits(Frankreich)
| Nr.                 | Name                | Nationalität        | Rang | Anmerkungen                   |
| ------------------- | ------------------- | ------------------- | ---- | ----------------------------- |
| 171                 | Nacer Bouhanni      | Frankreich          | –    | Aufgabe während der 5. Etappe |
| 172                 | Nicolas Edet        | Frankreich          | 111. |                               |
| 173                 | Christophe Laporte  | Frankreich          | 127. |                               |
| 174                 | Luis Ángel Maté     | Spanien             | 043. |                               |
| 175                 | Daniel Navarro      | Spanien             | 066. |                               |
| 176                 | Florian Sénéchal    | Frankreich          | 135. |                               |
| 177                 | Julien Simon        | Frankreich          | 094. |                               |
| 178                 | Geoffrey Soupe      | Frankreich          | 123. |                               |
| 179                 | Kenneth Vanbilsen   | Belgien             | 158. | : 10. Etappe                  |
| Mannschaftswertung: | Mannschaftswertung: | Mannschaftswertung: | 019. |                               |

### IAM Cycling(Schweiz)
| Nr.                 | Name                | Nationalität        | Rang | Anmerkungen                    |
| ------------------- | ------------------- | ------------------- | ---- | ------------------------------ |
| 181                 | Mathias Frank       | Schweiz             | 008. |                                |
| 182                 | Matthias Brändle    | Österreich          | 156. |                                |
| 183                 | Sylvain Chavanel    | Frankreich          | 054. |                                |
| 184                 | Stef Clement        | Niederlande         | 059. |                                |
| 185                 | Jérôme Coppel       | Frankreich          | –    | Aufgabe während der 17. Etappe |
| 186                 | Martin Elmiger      | Schweiz             | 100. |                                |
| 187                 | Reto Hollenstein    | Schweiz             | 075. |                                |
| 188                 | Jarlinson Pantano   | Kolumbien           | 019. |                                |
| 189                 | Marcel Wyss         | Schweiz             | 060. |                                |
| Mannschaftswertung: | Mannschaftswertung: | Mannschaftswertung: | 009. |                                |

### Bora-Argon 18(Deutschland)
| Nr.                 | Name                | Nationalität        | Rang | Anmerkungen                    |
| ------------------- | ------------------- | ------------------- | ---- | ------------------------------ |
| 191                 | Dominik Nerz        | Deutschland         | –    | Aufgabe während der 11. Etappe |
| 192                 | Jan Bárta           | Tschechien          | 025. | : 3. Etappe                    |
| 193                 | Sam Bennett         | Irland              | –    | Aufgabe während der 17. Etappe |
| 194                 | Emanuel Buchmann    | Deutschland         | 083. |                                |
| 195                 | Zakkari Dempster    | Australien          | –    | Aufgabe während der 12. Etappe |
| 196                 | Bartosz Huzarski    | Polen               | 108. | : 8. Etappe                    |
| 197                 | José Mendes         | Portugal            | 140. |                                |
| 198                 | Andreas Schillinger | Deutschland         | –    | nicht zur 4. Etappe angetreten |
| 199                 | Paul Voß            | Deutschland         | 099. |                                |
| Mannschaftswertung: | Mannschaftswertung: | Mannschaftswertung: | 020. |                                |

### Bretagne-Séché Environnement(Frankreich)
| Nr.                 | Name                | Nationalität        | Rang | Anmerkungen                                                                                            |
| ------------------- | ------------------- | ------------------- | ---- | --- |
| 201                 | Eduardo Sepúlveda   | Argentinien         | –    | während der 14. Etappe disqualifiziert (ließ sich nach einem Defekt 100 Meter in einem Auto mitnehmen) |
| 202                 | Frédéric Brun       | Frankreich          | 141. | |
| 203                 | Anthony Delaplace   | Frankreich          | 085. | : 7. Etappe                                                                                            |
| 204                 | Pierrick Fédrigo    | Frankreich          | 052. | |
| 205                 | Brice Feillu        | Frankreich          | 098. | |
| 206                 | Armindo Fonseca     | Frankreich          | 119. | |
| 207                 | Arnaud Gérard       | Frankreich          | 133. | |
| 208                 | Pierre-Luc Périchon | Frankreich          | 081. | : 14. Etappe                                                                                           |
| 209                 | Florian Vachon      | Frankreich          | 088. | |
| Mannschaftswertung: | Mannschaftswertung: | Mannschaftswertung: | 017. | |

### MTN-Qhubeka(Südafrika)
| Nr.                 | Name                        | Nationalität           | Rang | Anmerkungen                     |
| ------------------- | --------------------------- | ---------------------- | ---- | ------------------------------- |
| 211                 | Edvald Boasson Hagen        | Norwegen               | 082. |                                 |
| 212                 | Steve Cummings              | Vereinigtes Königreich | 086. | : 14. Etappe                    |
| 213                 | Tyler Farrar                | Vereinigte Staaten     | 154. |                                 |
| 214                 | Jacques Janse van Rensburg  | Südafrika              | 051. |                                 |
| 215                 | Reinardt Janse van Rensburg | Südafrika              | 096. |                                 |
| 216                 | Merhawi Kudus               | Eritrea                | 084. |                                 |
| 217                 | Louis Meintjes              | Südafrika              | –    | nicht zur 18. Etappe angetreten |
| 218                 | Serge Pauwels               | Belgien                | 013. |                                 |
| 219                 | Daniel Teklehaimanot        | Eritrea                | 049. | : 6.–9. Etappe                  |
| Mannschaftswertung: | Mannschaftswertung:         | Mannschaftswertung:    | 005. |                                 |